# جو براون (ملاكم)
جو براون (بالإنجليزية: Joe Brown)‏ مواليد 18 مايو 1926 - الوفاة 04 ديسمبر 1997، كان ملاكم أمريكي سابق صنّف ضمن فئة الوزن الخفيف.

## إحصائيات
خاض خلال مسيرته 165 نزالا، فاز في 105 وتعادل في 13 وخسر في 46. فاز بالضربة القاضية في 47 نزالا.

## روابط خارجية
- جو براون على موقع بوكس ريك (الإنجليزية) (registration required)